# Comté de Bomet
Bomet est un comté du Kenya, situé dans l’ancienne province de la Vallée du Rift. Son chef-lieu est Bomet.

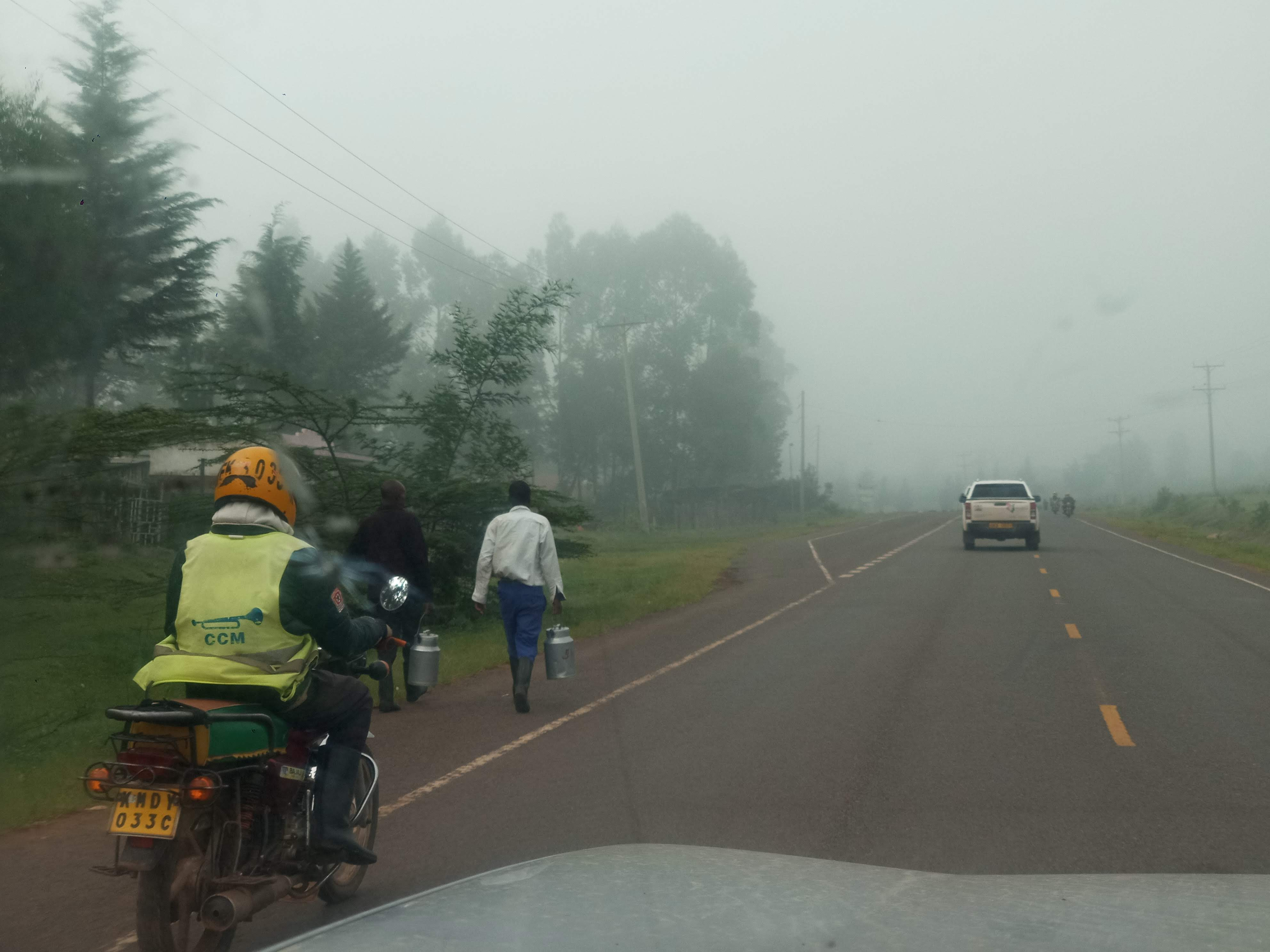
Brouillard sur la route Sotik-Ndanai (C15), en mars 2020.